# Смисао живота једног пса
Смисао живота једног пса (енгл. A Dog's Purpose) је амерички филм, авантуристичка комедија-драма из 2017. године. Редитељ филма је Ласе Халстром, а сценарио су написали В. Брус Камерон, Кетрин Микон, Одри Велс, Маја Форбс и Вели Володарски. Заснован је на истоименом роману из 2010. године који је написао В. Брус Камерон. У филму глуме Брит Робертсон, Кеј-Џеј Апа, Џулијет Рејланс, Џон Ортиз, Кирби Ховл-Бeптист, Пеги Липтон, Денис Квејд и Џош Гед.  
Филм је сарадња продуцентских кућа , ,  и . Објавио га је  27. јануара 2017. године. Филм је зарадио преко 205 милиона долара широм света. Ово је била последња улога Пеги Липтон пре смрти 2019. године.
Наставак филма, Пустоловине једног пса(енгл. A Dog's Journey), објављен је 17. маја 2019. године.

## Радња
Штене мешанца бигла, немачког овчара и теријера се 1950. године пита о правом смислу живота. Неколико недеља касније, хватају га шинтери, који га сместа одводе у прихватилиште за псе, где га еутаназирају.
Пас се поново рађа као златни ретривер у 1961. години. Док је напуштао свој кавез на псећој фарми, отела су га два ђубретара која су планирала да га продају. Остао је закључан у њиховом камионету и почео да умире од топлотног удара, али га је спасила једна добродушна мајка и њен осмогодишњи син Итан Монтгамери. Они су разбили прозор камионета, одвели га својој кући и назвали га Бејли.
Бејли и Итан су се брзо везали, посебно преко лета, на фарми Итанових баке и деке. Бејли је одлучио да је смисао његовог живота управо Итан. Године су пролазиле, и након неколико неуспешних покушаја напредовања у послу, Итанов отац је постао алкохоличар.
Једног лета, Итан на вашару са Бејлијем, упознаје Хану, и убрзо након тога они почињу да се забављају. Провели су цело лето заједно и срећно, током завршне школске године. Планирали су да иду на исти факултет. Итан је добио фудбалску стипендију, док је Хана добила академску. Једне вечери код куће је Итанов отац, алкохоличар, постао насилан према његовој мајци и њему. Итан му је наредио да оде и да се никада више не врати.
Касније, на фудбалској утакмици коју су гледали извиђачи, Итану је понуђена пуна стипендија на факултету . Те ноћи, његов осветољубиви школски друг Тод, бацио је запаљену петарду у Итанову кућу, изазвавши пожар. Бејли је упозорио Итана, који је спасио своју мајку кроз прозор на спрату.  Итан је спустио мајку, а затим и Бејлија. Међутим, испао му је конопац и он је морао да скочи. Поломио је ногу и због тога изгубио своју спортску стипендију. Бејли је напао Тода, ког је ухапсила полиција када су му петарде испале из џепа. Тада је Итан морао да крене у пољопривредну школу у којој ће научити да брине о фарми. Безвољан, Итан је раскинуо са Ханом пре него што је отишао на факултет, док је Бејли остао са Итановим баком и деком. Бејли је остарио и Итан је дошао да се опрости од њега.
Бејли се поново родио као женско штене немачког овчара, одрастајући као полицијски пас по имену Ели, у касним 1970/раним 1980. годинама, потпуно се сећајући свих успомена из претходних живота. Ели је била партнер усамљеном удовцу, официру Карлосу Руизу, из полицијске управе у Чикагу, и напорно радила на тражењу и проналажењу, свој посао видевши као животну сврху. Остварили су чврсту везу, која се завршила када је Ели спасила киднаповану девојку која се давила, па је отмичар упуцао Ели док је штитила Карлоса.
Поново се родивши средњим 1980. године као мушко штене коргија, усвојен је од стране студенткиње факултета , Маје, која га је назвала Тино. Усамљен, покушао је да спозна њену срећу. Она је упознала колегу са факултета Ала, након што се Тино заљубио у његовог пса, женског ландсира по имену Рокси. Венчали су се и имали троје деце. Тину је било сломњено срце када се једног дана Рокси није вратила од ветеринара. Како је остарели Тино умирао, захвалио се Маји што му је омогућила један од његових најбољих живота.
Бејли се поново реинкарнирао, овога пута као штене мешанца бернардинца и аустралијског овчара, у 2014. години. У почетку га је усвојила Венди, која га је назвала Вафлс. Нажалост, Вендин муж га је запостављао, одбијао да га Венди држи у кући, и након неколико година, одбацио. Вафлс је био у потрази за новим животом, постепено се враћајући тамо где је проводио лета као Бејли. Радосно се поново састаје са својим старим усамљеним газдом Итаном, сада у шездесетим годинама, на старој фарми баке и деке, која је постала његова. Не препознавши га, Итан га је одвео у локални азил, али се касније вратио по њега и назвао га Бади. Коначно, осећајући да је напокон пронашао смисао свог живота, спојио је Итана са удовицом Ханом, након чега су се и венчали.
Бади је показао Итану да је он његов вољени пас из детињства, показујући му трикове и одговарајући на изразе за које су знали само њих двојица, годинама уназад, као што је "пас шеф". Итан је пронашао Бејлијеву огрлицу, већ стару и зарђалу, и поново је ставио на његов врат. Наставили су да се играју на исти начин као што су то радили и пре много година. Бејли приповеда да је живот забава, спашавање других, проналажење некога са ким ћемо бити и да се не треба узнемиравати око прошлости или будућности, већ треба живети у тренутку.

## Улоге
| Глумац             | Улога                                    |
| ------------------ | ---------------------------------------- |
| Џош Гед            | глас Бејлија, Ели, Тина, и Вафлса/Бадија |
| Денис Квејд        | Итан Монтгамери, Бејлијев газда          |
| Кеј-Џеј Апа        | тинејџерски Итан Монтгамери              |
| Брајс Гајзер       | осмогодишњи Итан Монтгамери              |
| Џулијет Рејланс    | Елизабет Монтгамери, Итанова мајка       |
| Пеги Липтон        | Хана, Итанова љубав                      |
| Брит Робертсон     | тинејџерска Хана                         |
| Џон Ортиз          | Карлос Руиз, Елин газда                  |
| Кирби Ховл-Бептист | Маја, Тинова газдарица                   |
| Пуч Хол            | Ал, Мајина љубав                         |
| Лук Кирби          | Џим Монтгамери, Итанов отац              |
| Мајкл Бофшивер     | Бил, Итанов дека                         |
| Габријел Роуз      | Френ, Итанова бака                       |
| Логан Милер        | Тод, осветољубиви школски друг           |

## Продукција
2015. године,  је стекао филмска права за Камеронов роман. Проглашено је 8. маја 2015. године да би Ласе Халстром режирао филм. Брит Робертсон и Денис Квејд су се 5. августа 2015. придружили глумачкој екипи. Пуч Хол је глумио у филму 18. септембра 2015. Бредли Купер се прикључио 15. октобра како би играо Бејлијев унутрашњи глас, али улогу ја на крају извео Џош Гед. Фаза продукције је започела 17. августа 2015. године. У току продукције, дошло је до полемике око третирања пса током снимања.

## Објављивање
У децембру 2015. године премијера филма је пребачена са издања DreamWorks Pictures-а на издање са банером Amblin Entertainment-а, због новодонете стратегије брендирања -а. Филм је издат од стране Universal Pictures-а 27. јануара 2017. године. Universal га је такође дистрибуирао у иностранство, осим у земље где се  бавио интернационалним продајама.

## Одзив

### Зарада
Филм Смисао живота једног пса је зарадио 64,5 милиона долара у Сједињеним Америчким Државама и Канади, а 140,5 милиона долара на осталим територијама са бруто зарадом од 205 милиона долара широм света, у односу на буџет за производњу од 22 милиона долара.
У Северној Америци приказан је заједно са филмовима Притајено зло: коначно поглавље и Злато, а предвиђено је да ће током првог викенда у 3.050 биоскопа зарадити од 18 до 22 милиона долара, што је нешто мање од почетних 27 милиона који су пратили премијеру пре него што су сазвани протести против филма. Зарадио је 466 хиљада долара на прегледима у четвртак увече и 5.3 милиона долара првог дана приказивања. На крају је имао почетну зараду од 18,2 милиона долара, завршивши на другом месту на благајнама иза другог викенда Universal-овог филма Подељен. Смисао живота једног пса је другог викенда пао за 40,6%, зарадивши 10,8 милиона долара и завршивши на трећем месту на благајнама.

### Критике
На сајту  филм је добио оцену одобрења од 35% на основу 147 критикa, са просечном оценом 4.8/10. Заједничко мишљење критичара сајта гласи: Смисао живота једног пса нуди неугодну мешавину слатког осећања и псеће патње, која уз бесрамно напуштање, привлачи срца публике која воли животиње. На сајту  филм има просечан број од 43 поена од укупно 100, заснованих на 32 критике, што указује на „мешовите или просечне рецензије“. Публика коју је анкетирао  дала је филму просечну оцену „А“ на скали од А+(5+) до Ф(1).
Ендру Баркер из компаније  је написао: „Гледано у вакууму, тешко је кривити озбиљност филма“; Халстромов педигре псећег биоскопа (који укључује и „Хачи: Прича о псу“) се примећује; Оцена Рејчел Портман је разумљиво осећајна без претеране сладуњавости. Франк Шек из -а је написао: „Иако су људски извођачи више него адекватни, нема сумње да су псеће звезде победиле. Њихова потпуна неодољивост помаже да се пређе преко отрцане радње сплеткарења филма Смисао живота једног пса.”

### Кућни медији
Смисао живота једног пса је објављен на дигиталном ха-деу 18. априла 2017. године, а одмах затим и на ДВД и блу-реј диску 2. маја 2017. године, од стране -а. Филм је био на врху табеле продаје дискова на крају недеље 7. маја 2017. године.

## Дискусија
18. јануара 2017. године на -у се појавио видео запис који представља снимке настале на сету филма, на којима се види како је мужјак немачког овчара по имену Херкул вучен и зароњен у брзу воду док се видно опирао. После реза на видео снимку, следећи снимак приказује пса који је потопљен у води на другом крају резервоара, док се на сету може чути глас како виче „СЕЦИ!“, а затим се виде разни људи како журе према псу. Удружење , које осигурава да животиње не буду повређене у индустрији забаве, саопштило је да је њен представник на снимању суспендован због инцидента и да је догађај под даљом истрагом. Организација  је позвала на бојкот филма. Глумац Џош Гед, који у филму даје глас за пса, а током сета филма није био на снимању, рекао је да је био „потресен и тужан" када је видео да се било која животиња доводи у ситуацију против своје воље. Директор Ласе Халстром рекао је путем Твитера да на видео снимку „није био сведок“ радњи и да су га снимци „веома узнемирили“. Због изласка овог видеа, Universal Pictures отказао је заказану премијеру филма у Лос Анђелесу 19. јануара.
Amblin Entertainment се огласио у вези са инцидентом, рекавши да „на дан снимања Херкул није желео да изведе вратоломију приказану на траци, тако да продуцентски тим Amblin-а није наставио са снимањем“, и да је „Херкул срећан и здрав“. Удружење American Humane Association је 4. фебруара 2017. објавило да је независни стручњак за окрутност над животињама закључио да постоје мере безбедности на снимању филма и да је видео намерно монтиран да би обмануо јавност.

## Наставак
Извршни директор Amblin Entertainment-а Мајкл Рајт објавио је 21. јуна 2017. године да је наставак филма у развоју. Universal је 26. августа 2018. године започео продукцију наставка филма, који режира Гајл Манкусо, а објављен је 17. маја 2019 године. Поред тога што Квејд и Гед понављају своје улоге, у глумачкој екипи су и Марг Хелгенбергер, (која је заменила Пеги Липтон која се озбиљно разболела), Бети Гилпин, Кетрин Прескот и Хенри Лау. Трејлер за наставак филма под именом Пустоловине једног пса објављен је у јануару 2019 године.